# Ludwig Merz (Elektrotechniker)
Ludwig Merz (* 25. Januar 1905 in Pirmasens; † 18. März 1992 in München) war ein deutscher Mess- und Regelungstechniker sowie ordentlicher Professor und Direktor des Instituts für Mess- und Regelungstechnik der TU München.

## Leben
Von 1924 bis 1929 studierte er Elektrotechnik an der Techn. Hochschule in München, wo er 1936 zum Dr.-Ing. promovierte.
Ab 1945 war er Leiter des Wernerwerks für Meßtechnik der Siemens & Halske AG und ab 1954 Abteilungsdirektor. 1956 wurde er apl. Professor für Meßgerätebau an der TH München. Im gleichen Jahr wurde er Leiter der Meß- und Regeltechnischen Abteilung der Kernreaktor Bau und Betriebs-GmbH in Karlsruhe für die Instrumentierung des ersten deutschen Forschungsreaktors FR-2 verantwortlich und Pionier auf dem Gebiet der Reaktorsicherheit. 1961 wurde er in München auf den neu gegründeten Lehrstuhl für Meß- und Regeltechnik berufen und baute in seinem Institut das Laboratorium für Reaktorregelung und Anlagensicherung auf. Er hatte mehr als 50 Veröffentlichungen zu seinem Fachgebiet. 1970 ging er in den Ruhestand.

## Ehrungen
- 1980: Verdienstkreuz 1. Klasse der Bundesrepublik Deutschland

## Werke
- Grundkurs der Regelungstechnik. R. Oldenbourg, 1963
- Grundkurs der Meßtechnik. Oldenbourg, 1968
- Regelung und Instrumentierung von Kernreaktoren. R. Oldenbourg, 1961
- Die Erkenntnis der Gefahren kleiner Dosen ionisierender Strahlung für die Bevölkerung. Vortrag gehalten an der Technischen Universität München anlässlich des Festkolloquiums zu seinem 85. Geburtstag im Januar 1990. München 1990